# حماموات
الحماموات (الاسم العلمي: Columbinae)، فصيلة فرعية من طيور تحت فصيلة الحمامية، منتشرة بشكل واسع في العالم وتضم أكبر عدد من الأجناس.

## الأجناس
- الحمام (الاسم العلمي: Columba) (حمام العالم القديم، 35 نوعا انقرض مؤخرًا 2 منها)
- الحمام الأمريكي (الاسم العلمي: Patagioenas) (17 نوع)
- الحمام الجزيري (الاسم العلمي: Nesoenas) (3 أنواع)
- القميري (الاسم العلمي: Streptopelia) (القمري واليمام المطوق، 13 نوعا)
- الحمام المرقط (الاسم العلمي: Spilopelia) (2 أنواع)
- حمام الوقواق (الاسم العلمي: Macropygia) (حمام الوقواق النموذجي، 15 نوعًا)
- حمام الوقواق طويل الذيل (الاسم العلمي: Reinwardtoena) (3 أنواع)
- حمام الوقواق توراكو (الاسم العلمي: Turacoena) (2 أنواع)
- حمام السلحفاة (الاسم العلمي: Turtur) (حمام الغابة، 5 أنواع)
- حمحمة (الاسم العلمي: Oena) (1 نوع)
- حمام زمردي (الاسم العلمي: Chalcophaps) (3 أنواع)
- حمام برونزي الجناح (الاسم العلمي: Henicophaps) (2 أنواع)
- الفقعى (الاسم العلمي: Phaps) (الفقعى الشائعة، 3 أنواع)
- حمام مقنزع (الاسم العلمي: Ocyphaps) (الحمامة المقنزعة، نوع واحد)
- فقعى أرضي (الاسم العلمي: Geophaps) (3 أنواع)
- سميك المنقار (الاسم العلمي: Trugon) (الحمام الأرضي سميك المنقار، نوع واحد)
- حمام ونغا (الاسم العلمي: Leucosarcia) (نوع واحد)
- حمام صخري (الاسم العلمي: Petrophassa) (2 أنواع)
- حمام طوراني (الاسم العلمي: Geopelia) (4 أنواع)
- شبيهة الحمام (الاسم العلمي: Columbina) (9 أنواع)
- حمام بسيط (الاسم العلمي: Metriopelia) (4 أنواع)
- حمام أرضي (الاسم العلمي: Claravis) (حمام الأرض الأزرق، 3 أنواع)
- حمام ذيلي (الاسم العلمي: Uropelia) (الحمام الأرضي طويل الذيل، نوع واحد)
- حمام السمان أزرق الرأس (الاسم العلمي: Starnoenas) (نوع واحد)
- حمام السمان الأرضي (الاسم العلمي: Geotrygon) (10 أنواع)
- حمام السمان زيتي الظهر (الاسم العلمي: Leptotrygon) (نوع واحد)
- حمام نحيل الريش (الاسم العلمي: Leptotila) (11 أنواع)
- حمام السمان زناديا (الاسم العلمي: Zentrygon) (8 أنواع)
- الحمام المهاجر (الاسم العلمي: Ectopistes) (نوع واحد)
- حمام الزناديا (الاسم العلمي: Zenaida) (7 أنواع)
- الحمام الجميل (الاسم العلمي: Caloenas) (حمام نيكوبار، 2 أنواع)
- حمام نزيف القلوب (الاسم العلمي: Gallicolumba) (7 أنواع)
- حمام الحجل (الاسم العلمي: Pampusana) (13 نوع أنقرض منها 3)
- حمام غورا الصغير (الاسم العلمي: Microgoura) (حمامة شويزول، نوع واحد انقرضت في أوائل القرن العشرين)
- حمام سانت هيلينا (الاسم العلمي: Dysmoropelia) منقرض (نوع واحد)